# Super Bowl VIII
Der Super Bowl VIII war der achte Super Bowl der National Football League (NFL). Am 13. Januar 1974 standen sich die Minnesota Vikings und die Miami Dolphins im Rice Stadium in Houston, Texas, gegenüber. Sieger waren die Miami Dolphins bei einem Endstand von 24:7. Miamis Runningback Larry Csonka stellte mit den meisten Touchdowns (zwei) und den meisten gelaufenen Yards pro Spiel (145) zwei neue Super-Bowl-Rekorde auf und wurde zum Super Bowl MVP gewählt.

## Hintergrund
Für die Dolphins war Super Bowl VIII der dritte Super Bowl in Folge. Es war der erste Super Bowl der in einem momentan nicht von einem Team der NFL oder ehemaligen AFL benutzten Stadion ausgetragen wurde, das Rice Stadium wurde nur in den 1960ern wieder für Profifootball in der National Football League benutzt. Es gab einige Kontroversen aufgrund der schlechten Trainingsmöglichkeiten am Stadion für die Vikings, laut Aussagen von Bud Grant habe das Team immer 20 Minuten mit dem Bus vom Hotel dorthin fahren müssen, die Umkleiden seien zu klein und stickig, es gebe keine Schließfächer und die meisten Duschen funktionierten nicht. Weiterhin fehlten auf dem Trainingsfeld jegliche footballspezifische Ausrüstung.

## Spielverlauf
Direkt im ersten Viertel liefen Larry Csonka und Jim Kiick je einen Touchdown für die Dolphins, im zweiten Viertel folgte ein Field Goal von Garo Yepremian. In der zweiten Spielhälfte machten beide Mannschaften noch je einen Touchdown, was den Endstand von 24:7 hervorrief.

## Schiedsrichter
Hauptschiedsrichter des Spiels war Ben Dreith. Er wurde unterstützt vom Umpire Ralph Morcroft, Head Linesman Leo Miles, Line Judge Jack Fette, Field Judge Fritz Graf und Back Judge Stan Javie.